# Enceț, Kărdjali
Enceț (în bulgară Енчец) este un sat în comuna Kărdjali, regiunea Kărdjali,  Bulgaria. 

## Demografie
Componența etnică a satului Enceț
     Turci (95,6%)
     Bulgari (1,17%)
     Nicio identificare (3,22%)
     Altele (0%)
La recensământul din 2011, populația satului Enceț era de 341 locuitori. Din punct de vedere etnic, majoritatea locuitorilor (95,6%) erau turci, cu o minoritate de bulgari (1,17%). Pentru 3,22% din locuitori nu este cunoscută apartenența etnică.